# Ehlersia hyperioni
Ehlersia hyperioni är en ringmaskart som beskrevs av Dorsey och Phillips 1984. Ehlersia hyperioni ingår i släktet Ehlersia och familjen Syllidae. Inga underarter finns listade i Catalogue of Life.